# Umbrailpass
Der Umbrailpass (italienisch Giogo di Santa Maria, rätoromanisch Pass da l’Umbrail, früher nach der deutschen Bezeichnung von Bormio auch Wormser Joch genannt) ist ein Gebirgspass in den Ortler-Alpen zwischen Umbrailgruppe und Chavalatschkamm auf der Grenze zwischen Italien und der Schweiz. Die Passhöhe liegt auf einer Höhe von 2501 m ü. M. und ist damit der höchste Strassenpass der Schweiz. Namensgebend war der Piz Umbrail, ein Gipfel in der Nähe des Passes. Die zur italienischen Seite abfallende Passrampe liegt im Nationalpark Stilfserjoch.

## Passstrasse
Der Umbrailpass verbindet das Münstertal (Val Müstair) bei Santa Maria, Kanton Graubünden, mit dem Addatal bei Bormio. Die 13,4 Kilometer lange Strasse von Santa Maria auf den Umbrailpass wurde 1901 fertiggestellt, sie passiert unmittelbar nach der Passhöhe die Grenze zu Italien und mündet anschliessend in die Südwest-Rampe der Strasse über das Stilfser Joch. Die Strecke über den Umbrailpass ist die ursprüngliche Verbindung zwischen dem Obervinschgau und dem Veltlin (Bormio).
Die Strasse ist in der Regel von Ende Mai bis Ende Oktober befahrbar, in der übrigen Zeit gilt Wintersperre. Der Pass ist seit 2008 nachts befahrbar und seit 2015 durchgehend asphaltiert. Die Grenzstation ist infolge des 2008 erfolgten Beitritts der Schweiz zum Schengener Abkommen nicht mehr besetzt, Kontrollen finden nur noch stichprobenweise statt. Infolgedessen entfiel auch die frühere Nachtsperre zwischen 22:00 und 6:30 Uhr.
Die Postautolinie von Müstair und Santa Maria Val Müstair in Richtung Stilfser Joch, Bormio und Tirano befährt in den Sommermonaten einmal am Tag den Umbrailpass. Damit befindet sich auf der Passhöhe auch die höchste bediente Bushaltestelle der Schweiz.

## Geschichte
Einst diente der Weg über den Umbrailpass als wichtiger Saumpfad im Warenverkehr Bormios mit dem Norden. Er war besonders für Venedig interessant, bildete er doch die direkte Fortsetzung der venezianischen Wege über den Gavia und Mortirolo in Richtung Norden. So wurde das Wormser Joch im 15. Jahrhundert überaus rege genutzt, am Ende des 15. Jahrhunderts führte ein Postkurs über den Pass, der Mailand mit Innsbruck verband. Im Jahre 1499 sandte der Herzog von Mailand dem römisch-deutschen König Maximilian I. Truppen zur Hilfe, die über den Umbrailpass geführt wurden. Als im Oktober des gleichen Jahres Franzosen Mailand einnahmen, musste Herzog Ludovico Sforza aus Mailand über das Wormser Joch ins sichere Tirol flüchten.
Die Blüte des Wormser Joches im Spätmittelalter endet mit der beginnenden Neuzeit; Grund dafür sind einerseits damalige Verkehrsverlagerungen zu weiter östlich (Brenner) und westlich (San Marco) gelegenen Übergängen, andererseits liess Graubünden aus politischen Gründen den Weg über das Wormser Joch ab dem 16. Jahrhundert verfallen. Der alte Saumweg wurde weiterhin häufig im lokalen Verkehr begangen. Am Ende des 18. und zu Beginn des 19. Jahrhunderts gab es Planungen Österreichs für eine Strasse über das Wormser Joch in die Lombardei, aber da dessen Nordrampe zur Eidgenossenschaft gehörte, entschloss man sich für eine moderne Strasse über das Stilfser Joch. Mit deren Bau verlor der mittlerweile Umbrailpass genannte Übergang endgültig an Bedeutung.
Die heutige, stark gewundene und sehr kehrenreiche Umbrailstrasse wurde erst 1901 eröffnet, später wurde sie durch die Schweizer Armee weiter ausgebaut. Entlang der Hauptstrasse 559 gibt es mehrere Befestigungsanlagen der Schweizer Armee.
Heute wird der Pass fast nur noch von Auto- und Motorradtouristen als Zubringer zur Stilfser-Joch-Strasse (SS 38) genutzt, die durch die kurze SS 38 dir/B mit der Umbrail-Passhöhe verknüpft ist. Auch bei Radfahrern erfreut er sich grosser Beliebtheit.

## Radsport
Der Umbrailpass wurde bislang nur einmal vom Giro d’Italia überquert. Im Rahmen der 100. Austragung diente die Nordauffahrt des Pass auf der 16. Etappe als Schlussanstieg, ehe das Ziel in Bormio erreicht wurde. Nachdem der Mortirolopass und das Stilfser Joch überquert worden waren, setzte sich Mikel Landa im Anstieg Umbrailpass von der Ausreißergruppe ab und gewann die Bergwertung der 1. Kategorie, ehe er in der nachfolgenden Abfahrt von Vincenzo Nibali eingeholt wurde und dem Italiener im Zielsprint unterlag. Am Fuße des Passes musste der damals gesamtführende Tom Dumoulin rund 30 Kilometer vor dem Ziel eine Zwangspause einlegen und aufgrund von Magenproblemen seine Notdurft verrichten. Da seine Konkurrenten nicht auf ihn warteten, absolvierte Tom Dumoulin die Auffahrt des Umbrailpass als Solist. Sein Rückstand im Ziel betrug schlussendlich zwei Minuten und 18 Sekunden, womit er den Großteil seines Vorsprungs einbüßte. Der Niederländer ging dennoch als Gesamtsieger des Giro d’Italia hervor.
Im Jahr 2024 hätte der Umbrailpass auf der 16. Etappe anstelle des Stilfser Jochs die Cima Coppi darstellen sollen. Der Pass wurde auf Grund des schlechten Wetters mit Schneefall jedoch kurzfristig aus dem Programm genommen.
| Jahr | Etappe     | Bergwertung  | Fahrer      | Auffahrt |
| ---- | ---------- | ------------ | ----------- | -------- |
| 2017 | 16. Etappe | 1. Kategorie | Mikel Landa | Nord     |

## Abbildungen

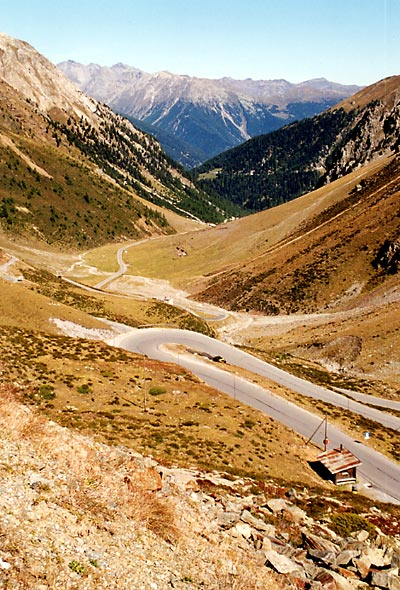
Strassenkehren ins Val Müstair
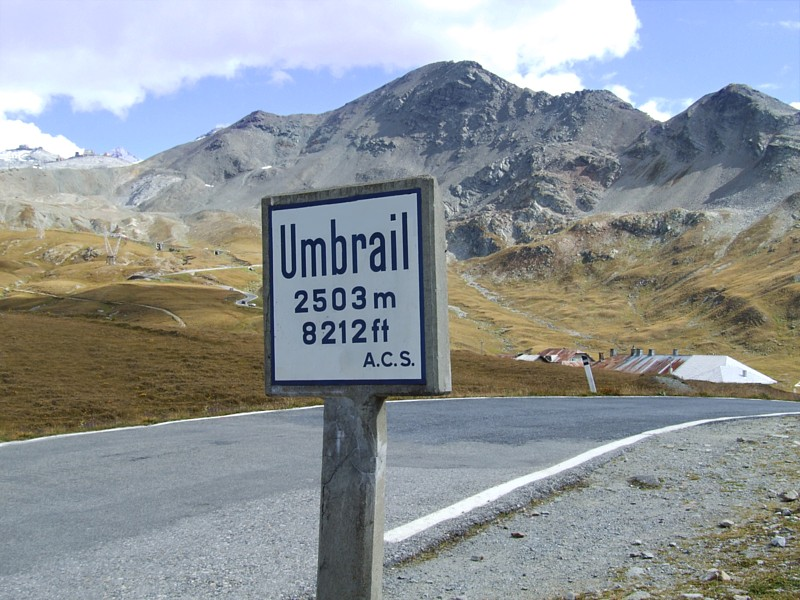
Schild mit veralteter Höhenangabe, noch auf den alten Horizont des Repère Pierre du Niton bezogen
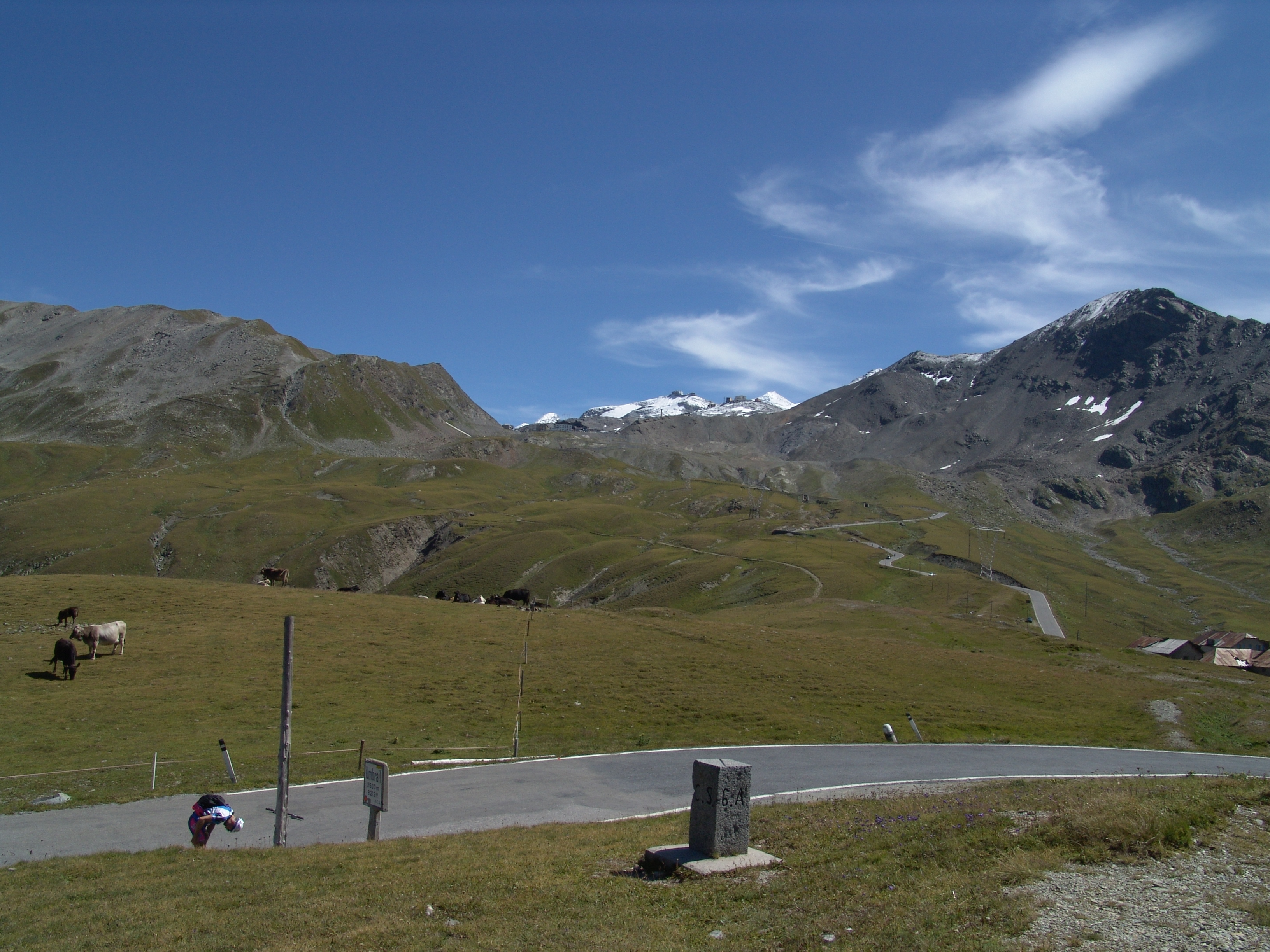
Die Passhöhe mit Blick zum Stilfser Joch
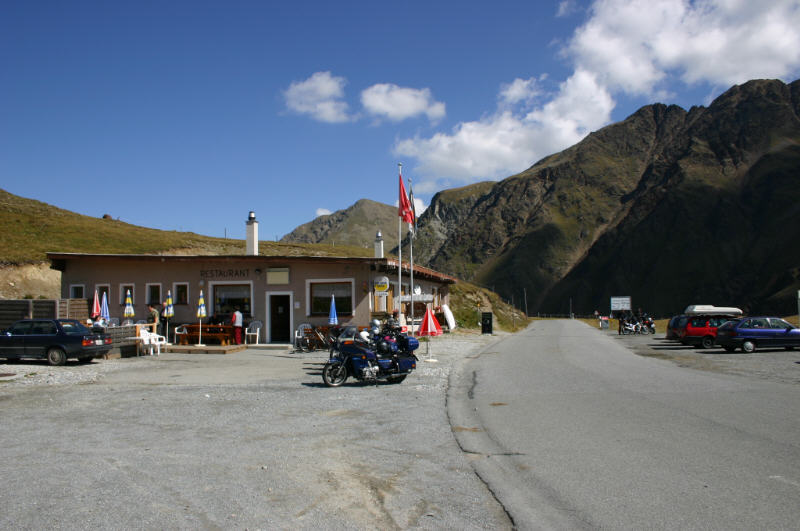
Das Restaurant auf der Passhöhe